# Токийская повесть
«Токийская повесть» (яп. 東京物語 То:кё: моногатари) — кинофильм японского режиссёра Ясудзиро Одзу, снятый в 1953 году. Через 60 лет переснят под названием «Токийская семья».

## Сюжет
Престарелые супруги Сюкиси (Тисю Рю) и Томи (Тиэко Хигасияма) отправляются из южного Ономити в далёкий Токио, в гости к своим детям. Те проявляют показную радость, но слишком заняты работой и повседневными делами, чтобы уделить им внимание. Наконец стариков спроваживают в находящийся поблизости морской курорт Атами. Наиболее тепло и радушно к пожилым супругам относятся не трое их детей и даже не внуки, а Норико (Сэцуко Хара), вдова их погибшего на войне сына.
В фильме разочарование, горечь и утраты показаны как неизбежные спутники старения, однако последние кадры оставляют просветлённое чувство: хотя старик Сюкиси сидит в опустевшем доме совсем один, по улице едет автобус, с реки гудит пароход — жизнь идёт своим чередом.
Сценарий вдохновлён фильмом Лео Маккэри «Уступи место завтрашнему дню» (США, 1937), который был снят по роману Джозефины Лоуренс «Годы так длинны». Одна из театральных адаптаций этого романа известна советскому зрителю по спектаклю Анатолия Эфроса «Дальше — тишина…» (1978, c Фаиной Раневской и Ростиславом Пляттом).

### Родственные связи
- Сюкиси (дед) и Томи (бабушка)
  - Коити (старший сын)
    - Фумико (жена Коити)
    - Минору (сын Коити и Фумико)
    - Исаму (сын Коити и Фумико)

  - Сигэ (старшая дочь)
    - Курадзо (муж Сигэ)

  - Сёдзи (средний сын, погиб на войне)
    - Норико (вдова Сёдзи)

  - Кэйсо (младший сын)
  - Кёко (младшая дочь)

## В ролях

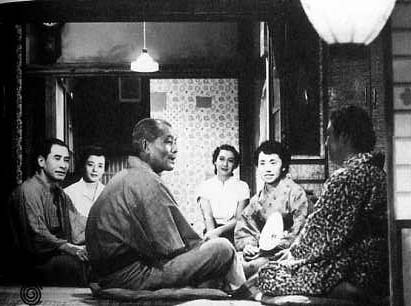
Слева направо: Коити (Со Ямамура), Фумико (Кунико Миякэ), Сюкиси (Тисю Рю), Норико (Сэцуко Хара), Сигэ (Харуко Сугимура) и Томи (Тиэко Хигасияма)

| Актёр           | Роль           |
| --------------- | -------------- |
| Тисю Рю         | Сюкиси Хираяма |
| Тиэко Хигасияма | Томи Хираяма   |
| Сэцуко Хара     | Норико Хираяма |
| Харуко Сугимура | Сигэ Канэко    |
| Со Ямамура      | Коити Хираяма  |
| Кунико Миякэ    | Фумико Хираяма |
| Кёко Кагава     | Кёко Хираяма   |
| Эйдзиро Тоно    | Нумата         |
| Нобуо Накамура  | Курадзо Канэко |
| Сиро Осака      | Кэйсо          |

## Содержание
В конце ленты хорошо слышно, как в пустом доме тикают часы. Безупречное чувство времени, способность переводить на язык кино ритмы повседневной жизни — «козыри» режиссёрской манеры Ясудзиро Одзу. Старость, одиночество и смерть трактуются им в духе восточной философии — как проявления естественного круговорота жизни. Неслучайно в конце фильма, как и в его первых кадрах, в сторону Токио спешит поезд.
Как и у Миядзаки, в фильмах Одзу нет героев и злодеев. Все действующие лица принадлежат к одной семье, где у каждого есть свои причины действовать так, а не иначе. Бесчувственность детей в отношении родителей вызвана не злобой или неблагодарностью, а необходимостью заботиться о собственных детях. Зрителю представлены мотивы поведения не только старшего, но и младшего поколения.
Не впадая в мелодраматизм и избегая трагедийного пафоса, Одзу спокойно и трезво констатирует, что мир постоянно меняется, причём далеко не всегда в лучшую сторону. Борьба за существование в многомиллионном Токио плохо совместима с душевной восприимчивостью и почтительностью к старшим, хотя обрядовая сторона вековой японской жизни ещё даёт о себе знать.

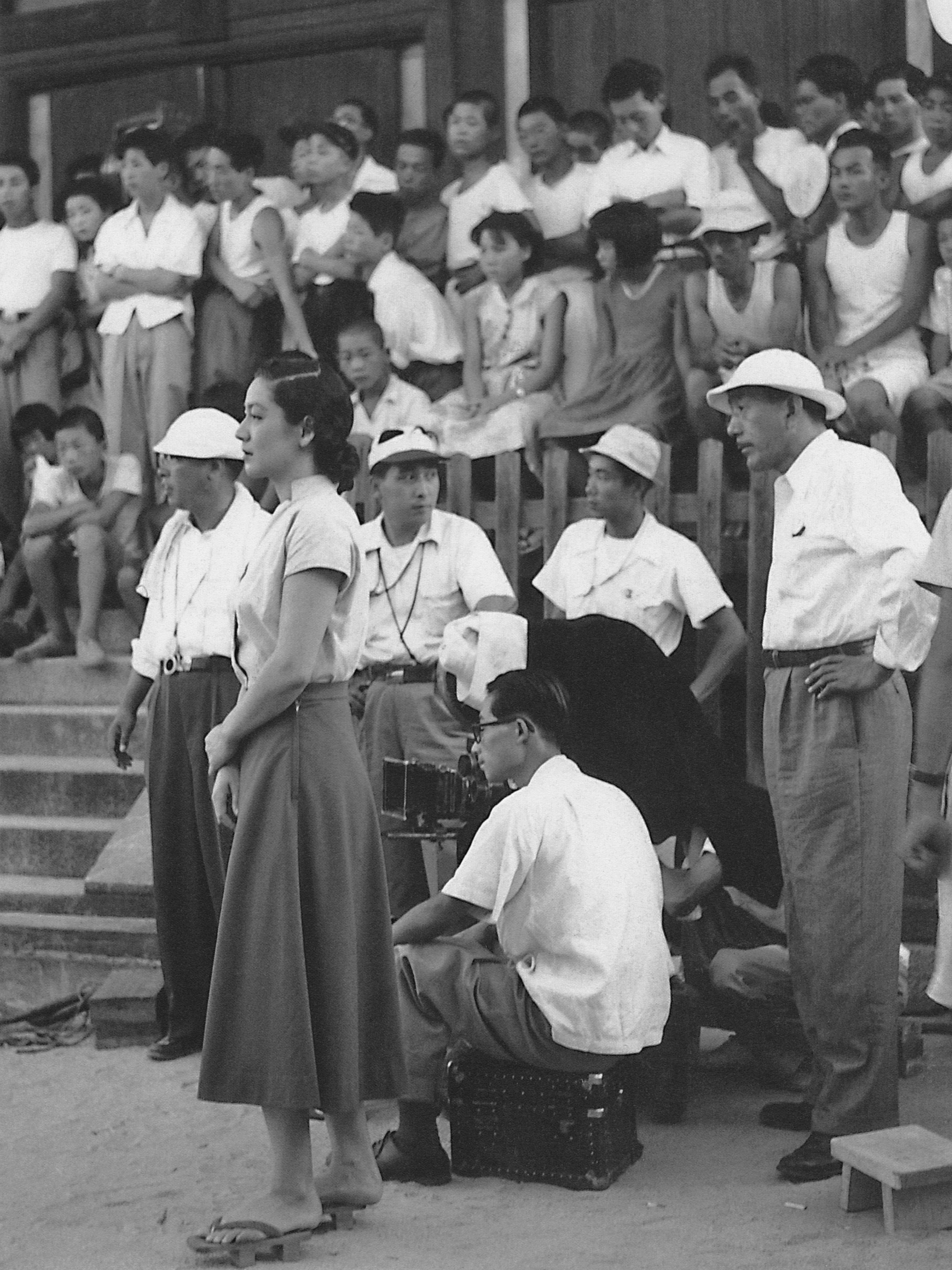
Сэцуко Хара на съёмках «Токийской повести»

Единственное драматическое событие фильма — смерть матери — незаметным образом вырастает из потока повседневной жизни и воспринимается как его органичная часть, естественное звено в цепочке причин и следствий. Герои Одзу не делают ничего значительного, но неприметно для самих себя они ежеминутно принимают решения, которые предопределяют содержание их жизни.

## Значение
Как и другие послевоенные ленты Одзу, «Токийская повесть» утверждает высшую ценность повседневной жизни в лоне семьи, в душевной гармонии с близкими людьми. По результатам глобального опроса кинокритиков, проведённого британским изданием Sight & Sound в 1992 году, «Токийская повесть» вошла в тройку величайших фильмов в истории кинематографа. С тех пор картина Одзу регулярно фигурирует в подобных списках (по версиям А. Каурисмяки, Дж. Джармуша, Р. Эберта — в первой десятке).
По результатам опроса 2012 года «Токийская повесть» подтвердила своё место в тройке лидеров, причём в ходе опроса 358 кинорежиссёров за произведение Одзу было подано больше голосов, чем за любой другой фильм.